# Macaca assamensis
Il macaco dell'Assam (Macaca assamensis, McClelland, 1840) è un primate della famiglia delle Cercopithecidae.

## Descrizione
La lunghezza del corpo è compresa tra 50 e 75 cm e il peso tra 10 e 15 kg per i maschi e tra 8 e 12 kg per le femmine. La coda, con la lunghezza tra 20 e 40 cm, è relativamente corta.
Il pelo del corpo è corto e di colore variabile tra il marrone scuro del lato dorsale e il giallastro di quello ventrale. Il muso è sporgente, glabro e rossastro.

## Distribuzione e habitat
L'areale si estende dal Nepal e dall'India settentrionale alla Cina meridionale e al Vietnam.
Gli habitat sono vari, dalla foresta pluviale alle foreste di bambù e comprendono zone montagnose fino a 2200 m di altitudine.

## Biologia
L'attività è diurna e si svolge prevalentemente al suolo. 
Vive in gruppi di 10-50 individui, che comprendono diversi maschi e femmine adulti, nei quali vige una rigida gerarchia.
La dieta è costituita soprattutto di frutta e altri vegetali, ma comprende anche piccoli animali.
La gestazione dura circa 165 giorni e si conclude generalmente con la nascita di un solo piccolo. Mentre le femmine trascorrono tutta la vita nei gruppi in cui nascono, i maschi se ne allontanano al sopraggiungere della maturità sessuale.

## Sottospecie
Si conoscono due sottospecie di questo macaco:
- Macaca assamensis assamensis
- Macaca assamensis pelops

## Conservazione
La specie è considerata in pericolo soprattutto per la distruzione dell'habitat. In particolare la sottospecie occidentale (Macaca assamensis pelops), che viveva in India, è ridotta a non più di 300 individui.